# Dzwonkówka jasnoszara
Dzwonkówka jasnoszara (Entoloma lanicum (Romagn.) Noordel.) – gatunek grzybów z rodziny dzwonkówkowatych (Entolomataceae).

## Systematyka i nazewnictwo
Pozycja w klasyfikacji według Index Fungorum: Entoloma, Entolomataceae, Agaricales, Agaricomycetidae, Agaricomycetes, Agaricomycotina, Basidiomycota, Fungi.
Po raz pierwszy opisali go w 1936 r. Henri Charles Louis Romagnesi, nadając mu nazwę Rhodophyllus lanicus. W 1981 r. Machiel Evert Noordeloos przeniósł go do rodzaju Entoloma. Synonimy:
- Claudopus lanicus (Romagn.) P.D. Orton 1991
- Rhodophyllus lanicus Romagn. 1936
- Rhodophyllus undatus var. pusillus J.E. Lange 1921

Polską nazwę zarekomendował w 2003 r. Władysław Wojewoda.

## Morfologia
Kapelusz
Średnica 5–20, rzadko do 30 mm, początkowo wypukły z podwiniętym brzegiem, potem płaskowypukły lub lekko wklęsły w środku z odgiętym brzegiem. Jest nie lub lekko higrofaniczny; w stanie wilgotnym nieprzezroczyście prążkowany, blado różowobrązowy do średniobrązowego z wcielistym połyskiem, w stanie suchym jaśniejszy. Powierzchnia drobno filcowata z luźnymi, promieniście zorientowanymi włókienkami, nie strefowana.
Blaszki
Średnio gęste, przyrośnięto-zbiegające, łukowate do nieco brzuchatych, różowobrązowe do różowoszarych. Ostrza równe, tej samej barwy.
Trzon
Wysokość 10–20 mm, grubość 1–2 mm, centralny lub lekko ekscentryczny, cylindryczny lub zwężający się ku podstawie. Powierzchnia brązowa z różowym odcieniem, biało oprószony w górnej części, naga poniżej, z gęstą białą grzybnią u podstawy.
Miąższ
O mącznym zapachu i zjełczało-mącznym smaku.
Cechy mikroskopowe
Zarodniki 7–9 × 5,5–7 µm, Q = 1,2–1,7, zróżnicowane, 5–9 kątne w widoku z boku. Podstawki 4-zarodnikowe ze sprzążkami. Cystyd brak. Skórka kapelusza zbudowana z promieniście ułożonych, cylindrycznych strzępek o szerokości 1,5–7 µm. Na strzępkach obecne sprzążki.

## Występowanie i siedlisko
Podano stanowiska w niektórych krajach Europy i w azjatyckich terenach Federacji Rosyjskiej. W Europie jest szeroko rozpowszechniony, ale rzadki i często pomijany. W Polsce do 2003 r. podano dwa stanowiska r., w późniejszych latach podano wiele następnych.
Grzyb naziemny, prawdopodobnie mykoryzowy. Występuje w lasach z olszą szarą i świerkami oraz na łąkach wśród traw. Owocniki od lata do jesieni.